# José Pesarrodona
José Pesarrodona Altimi (Guardiola, Barcelona; 1 de fevereiro de 1946) é um ciclista retirado espanhol, profissional entre os anos 1971 e 1979.
Sua melhor participação no Tour de France foi na edição de 1976, na qual ficou em undécimo lugar.
Seu maior sucesso desportivo foi a vitória na Volta a Espanha de 1976, por adiante de Luis Ocaña. Dois anos depois, em 1978, Pesarrodona foi segundo, por trás de Bernard Hinault.
Tem sido comentarista de ciclismo para o diário em língua catalã Avui.

## Palmarés
- 1970
  - Volta a Lérida

- 1971
  - 1 etapa da Volta às Astúrias

- 1974
  - Clássica de Ordizia
  - Campeonato da Espanha de Montanha 
  - 1 etapa da Volta à Catalunha
  - 1 etapa da Volta às Astúrias

- 1976
  - Volta a Espanha 
  - 1 etapa da Volta à Suíça

- 1978
  - 1 etapa da Volta a Aragão
  - 2.º da Volta a Espanha

## Resultados em Grandes Voltas
| Corrida            | 1971 | 1972 | 1973 | 1974 | 1975 | 1976 | 1977 | 1978 | 1979 |
| ------------------ | ---- | ---- | ---- | ---- | ---- | ---- | ---- | ---- | ---- |
| Giro d'Italia      | -    | -    | 4.º  | -    | -    | -    | -    | -    | -    |
| Tour de France     | -    | -    | -    | 29.º | 34.º | 11.º | Ab.  | Ab.  | Ab.  |
| Volta a Espanha    | -    | -    | 4.º  | -    | -    | 1.º  | 8.º  | 2.º  | -    |
| Mundial em Estrada | -    | -    | 33.º | Ab.  | -    | -    | -    | -    | -    |

-: não participa

Ab.: abandono

## Equipas
- Kas (1971-1978)
- Teka (1979)